# Nexus (videogioco 1986)
Nexus, scritto anche N.E.X.U.S., è un videogioco di avventura dinamica pubblicato nel 1986 per Amstrad CPC, Commodore 64 e ZX Spectrum dalla Nexus Productions Ltd. Il protagonista è un infiltrato nel quartier generale di un'organizzazione criminale. L'edizione originale era caratterizzata da una originale confezione di plastica rigida dall'aspetto futuristico, uno stile che la Nexus utilizzò poi anche per Assault Machine e Warrior II.

## Trama
Un giornalista statunitense, esperto anche nel combattimento, viene inviato in Colombia per tentare di salvare un suo collega e amico rapito da un signore della droga e per scoprire informazioni importanti sui narcotrafficanti. Attraversando un canale sotterraneo con una moto d'acqua, il giornalista si introduce nel quartier generale dei trafficanti, un complesso edificio tecnologicamente avanzato. Ad aiutarlo ci sono i N.E.X.U.S., un corpo di agenti speciali infiltrati nell'organizzazione criminale (il significato della sigla non viene detto). Appena sbarcato nell'edificio trova ad attenderlo Tony, uno degli agenti che gli dà le prime istruzioni guidandolo per i corridoi, poi ne incontrerà altri. Il giornalista potrà quindi decidere se limitarsi a liberare il proprio amico e fuggire, sempre attraverso il canale sotterraneo, o cercare anche di raccogliere le informazioni per il giornale.

## Modalità di gioco
Dopo un'animazione introduttiva dell'arrivo con la moto d'acqua, il gioco si svolge dentro la base criminale, dove il giocatore controlla il giornalista a piedi. L'obiettivo finale è liberare il prigioniero e fuggire, ma facendo soltanto questo si ottiene scarso punteggio e si impoverisce il gioco; l'altro obiettivo è raccogliere le informazioni sui trafficanti. Ci sono in tutto 32 informazioni da trovare, sotto forma di brevi risposte testuali a 32 domande presenti nel manuale del gioco. Per ottenere una risposta servono quattro indizi da trovare in giro per la base, per un totale di 128 indizi. Ogni indizio è un gruppo di lettere che il giocatore deve combinare per ottenere una frase di senso compiuto.
La base è formata da un complesso di corridoi e stanze su più piani, mostrati sempre con visuale di lato. I personaggi camminano o corrono in orizzontale. Lungo i corridoi, mostrati con scorrimento a scatti, ci sono porte per accedere alle stanze e ascensori.
La schermata di gioco è suddivisa in molte aree funzionali:
- in alto la visuale sull'azione, larga a tutto schermo ma piuttosto ridotta in altezza.
- l'area per i messaggi di testo; esistono versioni del gioco in inglese, tedesco, francese e spagnolo.
- un radar del corridoio attuale, con le posizioni di porte e personaggi anche fuori dal campo visivo.
- un indicatore a quattro frecce indica da che parte si trova l'eventuale obiettivo selezionato.
- immagini digitalizzate delle facce dei membri NEXUS presenti al momento.
- in basso, al centro, un'ampia area comandi; qui compaiono i menù di azione, controllati con il joystick, ma senza un cursore; per selezionare un certo comando si punta il joystick nella relativa direzione rappresentata da una freccetta.

Il giornalista può fare diverse mosse, come in un picchiaduro: camminare o correre, saltare in vari modi, rotolare, abbassarsi, dare pugni, calciare, scivolare, usare eventuali armi se disponibili. Per trovare gli indizi deve cercare negli elementi di arredamento delle stanze. Può visualizzare nell'area comandi una mappa dell'intero edificio. Tramite il menù, i comandi che può dare normalmente sono selezionare tra disarmato, fucile o granate, parlare con un personaggio, scattare fotografie, vedere i punteggi.
Nelle stanze possono trovarsi tre tipi di terminali di computer ai quali il giornalista si può collegare:
- rossi: permettono di assemblare gli indizi
- neri: permettono di trasmettere al proprio giornale le informazioni ricostruite
- blu: per documentarsi sui NEXUS e localizzarli

I NEXUS sono alleati importanti per ottenere aiuti vari, ma si può anche perdere il loro appoggio, specialmente se vengono attaccati. Nell'edificio si incontrano inoltre i veri criminali, che se smascherano il giornalista possono attaccare in corpo a corpo o sparando. Se si subiscono diversi colpi si può finire in cella o in ospedale: a questo punto i NEXUS verranno a liberare il giornalista, sempre che sia in cooperazione con loro e non l'abbiano già liberato troppe volte. In tal caso si potrà riprendere il gioco; di solito il materiale che il giornalista aveva è stato sequestrato, ma lo si può ritrovare nelle celle vicine.
Il manuale cita la possibilità di salvare le partite, ma la funzione non sembra essere effettivamente disponibile.